# Aladdin and the King of Thieves
Aladdin and the King of Thieves (bra: Aladdin e os 40 Ladrões; prt: Aladdin e o Rei dos Ladrões) é um filme de animação da Disney, produzido em 1996.
É o terceiro filme da trilogia iniciada com Aladdin, o clássico de animação dos estúdios Disney, de 1996, e foi lançado em VHS e DVD.

## Sinopse
Aladdin e Jasmine finalmente decidem se casar mas, antes, ele deverá impedir que os quarenta ladrões roubem um de seus presentes de casamento, um misterioso oráculo, que pode levar a riquezas muito além da imaginação. Aladdin, Jasmine, Abu, o Tapete Mágico e o Gênio enfrentam perigos e fugas arriscadas durante uma verdadeira caçada ao rei dos ladrões e seu bando.
Aladdin se vê num grande impasse e divide-se entre o dever e o coração ao saber que o rei dos ladrões Cassin é na verdade seu pai desaparecido que está em busca da mão de midas, uma relíquia antiga que transforma tudo em que toca em ouro.

## Elenco
| Personagem | Voz               |
| Aladdin    | Scott Weinger     |
| Gênio      | Robin Williams    |
| Jasmine    | Linda Larkin      |
| Iago       | Gilbert Gottfried |
| Cassim     | John Rhys-Davies  |
| Saluk      | Jerry Orbach      |
| Razoul     | Jim Cummings      |
| Oráculo    | CCH Pounder       |